# NASDAQ-100

NASDAQ-100

Il NASDAQ-100 è un indice azionario delle maggiori 100 imprese non-finanziarie quotate nel mercato borsistico Nasdaq. È un indice ponderato; il peso delle diverse società che lo compongono è basato sulla loro capitalizzazione di mercato, con alcune regole per tener conto delle influenze delle componenti maggiori. Non comprende società finanziarie, e include alcune società estere. Questi due fattori lo differenziano dall'indice S&P 500.

## Differenze dal NASDAQ Composite
La differenza tra NASDAQ Composite e NASDAQ-100 è essenzialmente questa: il primo indice è quello più generico rappresentando tutto il mercato azionario Nasdaq mentre il secondo include solo le 100 società non-finanziarie a più alta capitalizzazione.

## Aziende
Questa è la lista delle aziende che compongono l'indice al 30 giugno 2025:
- NVIDIA Corporation
- Microsoft Corporation
- Apple Inc.
- Amazon.com, Inc.
- Alphabet Inc.
- Alphabet Inc.
- Meta Platforms, Inc.
- Broadcom Inc.
- Tesla, Inc.
- Netflix, Inc.
- Costco Wholesale Corporation
- ASML Holding N.V.
- Palantir Technologies Inc.
- Cisco Systems, Inc.
- T-Mobile US, Inc.
- Advanced Micro Devices, Inc.
- Linde plc
- AstraZeneca PLC
- Intuit Inc.
- Intuitive Surgical, Inc.
- Texas Instruments Incorporated
- Booking Holdings Inc.
- PepsiCo, Inc.
- Arm Holdings plc
- QUALCOMM Incorporated
- Adobe Inc.
- Amgen Inc.
- Shopify Inc.
- Honeywell International Inc.
- Applied Materials, Inc.
- PDD Holdings Inc.
- Micron Technology, Inc.
- Gilead Sciences, Inc.
- Palo Alto Networks, Inc.
- Comcast Corporation
- MercadoLibre, Inc.
- CrowdStrike Holdings, Inc.
- Lam Research Corporation
- Automatic Data Processing, Inc.
- KLA Corporation
- Analog Devices, Inc.
- Vertex Pharmaceuticals Incorporated
- Applovin Corporation
- Charter Communications, Inc.
- MicroStrategy Incorporated
- Starbucks Corporation
- DoorDash, Inc.
- Constellation Energy Corporation
- Intel Corporation
- Cintas Corporation
- Mondelez International, Inc.
- Airbnb, Inc.
- Cadence Design Systems, Inc.
- Fortinet, Inc.
- Synopsys, Inc.
- O'Reilly Automotive, Inc.
- Marriott International
- PayPal Holdings, Inc.
- Marvell Technology, Inc.
- Autodesk, Inc.
- Axon Enterprise, Inc.
- Workday, Inc.
- CSX Corporation
- Roper Technologies, Inc.
- Monster Beverage Corporation
- Regeneron Pharmaceuticals, Inc.
- NXP Semiconductors N.V.
- American Electric Power Company, Inc.
- Atlassian Corporation
- Paychex, Inc.
- PACCAR Inc.
- Zscaler, Inc.
- Fastenal Company
- Copart, Inc.
- Datadog, Inc.
- Keurig Dr Pepper Inc.
- Exelon Corporation
- Verisk Analytics, Inc.
- Take-Two Interactive Software, Inc.
- IDEXX Laboratories, Inc.
- Coca-Cola Europacific Partners plc
- Ross Stores, Inc.
- Diamondback Energy, Inc.
- Electronic Arts Inc.
- Xcel Energy Inc.
- Cognizant Technology Solutions Corporation
- Microchip Technology Incorporated
- Baker Hughes Company
- Old Dominion Freight Line, Inc.
- CoStar Group, Inc.
- The Trade Desk, Inc.
- GE HealthCare Technologies Inc.
- DexCom, Inc.
- ANSYS, Inc.
- The Kraft Heinz Company
- lululemon athletica inc.
- Warner Bros. Discovery, Inc.
- CDW Corporation
- ON Semiconductor Corporation
- GlobalFoundries Inc.

Questa è la lista delle aziende che componevano l'indice al 7 ottobre 2013:
- Apple Inc.
- Adobe Inc.
- Analog Devices, Inc.
- Automatic Data Processing, Inc.
- Autodesk, Inc.
- Akamai Technologies, Inc.
- Alexion Pharmaceuticals, Inc.
- Alphabet
- Applied Materials, Inc.
- Amgen Inc.
- Amazon.com, Inc.
- Activision Blizzard, Inc
- Avago Technologies Limited
- Bed Bath & Beyond Inc.
- Baidu, Inc.
- Biogen Idec Inc.
- BioMarin Pharmaceutical
- Broadcom Corporation
- CA Inc.
- Celgene Corporation
- Cerner Corporation
- Check Point Software Technologies Ltd.
- C. H. Robinson Worldwide, Inc
- Charter Communications, Inc.
- Comcast Corporation
- Costco Wholesale Corporation
- Cisco Systems, Inc.
- Cognizant Technology Solutions Corporation
- Citrix Systems, Inc.
- Discovery Communications, Inc.
- Dollar Tree, Inc.
- eBay Inc.
- Equinix, Inc.
- Express Scripts Holding Company
- Expeditors International of Washington, Inc.
- Expedia Inc.
- Fastenal Company
- F5 Networks, Inc.
- Fiserv, Inc.
- Fossil Group, Inc.
- Twenty-First Century Fox, Inc.
- Gilead Sciences, Inc.
- Green Mountain Coffee Roasters, Inc.
- Garmin Ltd.
- Henry Schein, Inc.
- Incyte
- Intel Corporation
- Intuit Inc.
- Intuitive Surgical, Inc.
- JD.com
- KLA-Tencor Corporation
- Kraft Heinz Company
- Liberty Global plc
- Liberty Interactive Corporation
- Linear Technology Corporation
- Liberty Media Corporation
- Marriott International
- Mattel, Inc.
- Meta Platforms, Inc.
- Microchip Technology Incorporated
- Mondelez International, Inc.
- Monster Beverage Corporation
- Microsoft Corporation
- Micron Technology, Inc.
- Maxim Integrated Products, Inc.
- Mylan Inc.
- Netflix, Inc.
- NetApp, Inc.
- Nuance Communications, Inc.
- NVIDIA Corporation
- O'Reilly Automotive, Inc.
- Paychex, Inc.
- PACCAR Inc.
- QUALCOMM Incorporated
- Regeneron Pharmaceuticals, Inc.
- Ross Stores, Inc.
- SBA Communications Corporation
- Starbucks Corporation
- Sears Holdings Corporation
- Sigma-Aldrich Corporation
- Sirius XM Holdings Inc.
- SanDisk Corporation
- Staples, Inc.
- Stericycle, Inc.
- Seagate Technology
- Symantec Corporation
- Tesla Motors, Inc.
- Texas Instruments Incorporated
- The Priceline Group, Inc.
- Viacom, Inc.
- VimpelCom Ltd.
- Vodafone Group Plc
- Verisk Analytics, Inc.
- Vertex Pharmaceuticals Incorporated
- Western Digital Corporation
- Whole Foods Market, Inc.
- Wynn Resorts, Limited
- Xilinx, Inc.
- DENTSPLY International Inc.
- Yahoo! Inc.

## Lista componenti NASDAQ-100 per peso
| #   | Company                               | Simbolo | Peso   | Prezzo   | Chg   | % Chg    |
| --- | ------------------------------------- | ------- | ------ | -------- | ----- | -------- |
| 1   | Apple Inc                             | AAPL    | 11.39  | 237.69   | 1.28  | (0.54%)  |
| 2   | Microsoft Corp                        | MSFT    | 11.185 | 138.21   | 0.80  | (0.58%)  |
| 3   | Amazon.com Inc                        | AMZN    | 9.27   | 1,767.79 | 10.28 | (0.58%)  |
| 4   | Facebook Inc                          | FB      | 4.811  | 186.88   | 1.03  | (0.55%)  |
| 5   | Alphabet Inc                          | GOOG    | 4.647  | 1,252.00 | 6.51  | (0.52%)  |
| 6   | Alphabet Inc                          | GOOGL   | 4.084  | 1,251.87 | 7.46  | (0.60%)  |
| 7   | Intel Corp                            | INTC    | 2.692  | 51.75    | 0.39  | (0.76%)  |
| 8   | Comcast Corp                          | CMCSA   | 2.445  | 45.89    | 0.32  | (0.70%)  |
| 9   | Cisco Systems Inc                     | CSCO    | 2.366  | 47.00    | 0.29  | (0.62%)  |
| 10  | PepsiCo Inc                           | PEP     | 2.254  | 136.28   | 0.03  | (0.02%)  |
| 11  | Costco Wholesale Corp                 | COST    | 1.576  | 303.88   | 1.02  | (0.34%)  |
| 12  | Adobe Inc                             | ADBE    | 1.525  | 265.55   | 0.03  | (0.01%)  |
| 13  | Amgen Inc                             | AMGN    | 1.438  | 202.72   | 0.00  | (0.00%)  |
| 14  | Texas Instruments Inc                 | TXN     | 1.43   | 130.00   | 0.54  | (0.42%)  |
| 15  | Netflix Inc                           | NFLX    | 1.426  | 273.36   | -1.94 | (-0.70%) |
| 16  | PayPal Holdings Inc                   | PYPL    | 1.409  | 102.00   | 0.78  | (0.77%)  |
| 17  | NVIDIA Corp                           | NVDA    | 1.373  | 193.10   | 2.61  | (1.37%)  |
| 18  | Broadcom Inc                          | AVGO    | 1.351  | 288.20   | 1.47  | (0.51%)  |
| 19  | Starbucks Corp                        | SBUX    | 1.218  | 86.29    | 0.26  | (0.30%)  |
| 20  | Charter Communications Inc            | CHTR    | 1.153  | 444.00   | 3.95  | (0.90%)  |
| 21  | QUALCOMM Inc                          | QCOM    | 1.117  | 78.26    | 0.58  | (0.75%)  |
| 22  | Booking Holdings Inc                  | BKNG    | 1.013  | 2,018.00 | 4.47  | (0.22%)  |
| 23  | Gilead Sciences Inc                   | GILD    | 0.973  | 65.05    | 0.14  | (0.22%)  |
| 24  | Mondelez International Inc            | MDLZ    | 0.93   | 54.48    | 0.00  | (0.00%)  |
| 25  | Celgene Corp                          | CELG    | 0.863  | 102.95   | 0.00  | (0.00%)  |
| 26  | Fiserv Inc                            | FISV    | 0.85   | 105.70   | 0.03  | (0.03%)  |
| 27  | Automatic Data Processing Inc         | ADP     | 0.84   | 163.54   | 0.00  | (0.00%)  |
| 28  | T-Mobile US Inc                       | TMUS    | 0.825  | 81.60    | 0.00  | (0.00%)  |
| 29  | Intuit Inc                            | INTU    | 0.808  | 263.61   | 1.14  | (0.43%)  |
| 30  | Intuitive Surgical Inc                | ISRG    | 0.772  | 566.25   | 0.00  | (0.00%)  |
| 31  | CSX Corp                              | CSX     | 0.648  | 68.71    | 0.04  | (0.06%)  |
| 32  | Walgreens Boots Alliance Inc          | WBA     | 0.591  | 55.30    | 0.00  | (0.00%)  |
| 33  | Micron Technology Inc                 | MU      | 0.568  | 43.87    | 0.40  | (0.92%)  |
| 34  | Applied Materials Inc                 | AMAT    | 0.565  | 52.10    | 0.42  | (0.81%)  |
| 35  | Tesla Inc                             | TSLA    | 0.545  | 258.10   | 1.15  | (0.45%)  |
| 36  | Illumina Inc                          | ILMN    | 0.538  | 311.26   | 1.82  | (0.59%)  |
| 37  | Vertex Pharmaceuticals Inc            | VRTX    | 0.536  | 178.00   | 1.77  | (1.00%)  |
| 38  | Activision Blizzard Inc               | ATVI    | 0.495  | 54.99    | 0.45  | (0.83%)  |
| 39  | Ross Stores Inc                       | ROST    | 0.492  | 114.90   | 0.77  | (0.67%)  |
| 40  | Biogen Inc                            | BIIB    | 0.48   | 221.85   | 1.79  | (0.81%)  |
| 41  | Analog Devices Inc                    | ADI     | 0.478  | 109.48   | 0.00  | (0.00%)  |
| 42  | Marriott International Inc/MD         | MAR     | 0.472  | 121.05   | 0.00  | (0.00%)  |
| 43  | NXP Semiconductors NV                 | NXPI    | 0.424  | 109.01   | 0.00  | (0.00%)  |
| 44  | Lam Research Corp                     | LRCX    | 0.4    | 236.60   | 2.90  | (1.24%)  |
| 45  | Kraft Heinz Co/The                    | KHC     | 0.399  | 27.72    | 0.11  | (0.40%)  |
| 46  | Advanced Micro Devices Inc            | AMD     | 0.398  | 31.57    | 0.60  | (1.94%)  |
| 47  | Cognizant Technology Solutions Corp   | CTSH    | 0.396  | 60.64    | 0.00  | (0.00%)  |
| 48  | Xcel Energy Inc                       | XEL     | 0.39   | 64.01    | 0.00  | (0.00%)  |
| 49  | eBay Inc                              | EBAY    | 0.385  | 38.64    | -0.18 | (-0.46%) |
| 50  | Regeneron Pharmaceuticals Inc         | REGN    | 0.383  | 300.00   | -0.19 | (-0.06%) |
| 51  | O'Reilly Automotive Inc               | ORLY    | 0.365  | 403.20   | 0.00  | (0.00%)  |
| 52  | Autodesk Inc                          | ADSK    | 0.363  | 140.45   | 0.78  | (0.56%)  |
| 53  | Monster Beverage Corp                 | MNST    | 0.361  | 56.00    | -0.06 | (-0.10%) |
| 54  | Paychex Inc                           | PAYX    | 0.358  | 84.25    | 0.00  | (0.00%)  |
| 55  | Baidu Inc ADR                         | BIDU    | 0.346  | 105.00   | 1.26  | (1.21%)  |
| 56  | Sirius XM Holdings Inc                | SIRI    | 0.339  | 6.45     | 0.02  | (0.31%)  |
| 57  | Electronic Arts Inc                   | EA      | 0.332  | 94.73    | -0.40 | (-0.42%) |
| 58  | JD.com Inc ADR                        | JD      | 0.328  | 30.40    | 0.47  | (1.57%)  |
| 59  | Dollar Tree Inc                       | DLTR    | 0.327  | 116.92   | -0.06 | (-0.05%) |
| 60  | Cintas Corp                           | CTAS    | 0.327  | 272.89   | 3.58  | (1.33%)  |
| 61  | MercadoLibre Inc                      | MELI    | 0.315  | 536.27   | 0.00  | (0.00%)  |
| 62  | KLA Corp                              | KLAC    | 0.301  | 160.42   | 0.73  | (0.46%)  |
| 63  | Lululemon Athletica Inc               | LULU    | 0.301  | 207.33   | 0.22  | (0.11%)  |
| 64  | Workday Inc                           | WDAY    | 0.3    | 155.00   | 0.46  | (0.30%)  |
| 65  | Verisk Analytics Inc                  | VRSK    | 0.299  | 154.42   | 0.00  | (0.00%)  |
| 66  | PACCAR Inc                            | PCAR    | 0.295  | 72.17    | 0.14  | (0.19%)  |
| 67  | IDEXX Laboratories Inc                | IDXX    | 0.288  | 282.44   | -0.39 | (-0.14%) |
| 68  | Willis Towers Watson PLC              | WLTW    | 0.286  | 187.85   | 0.08  | (0.04%)  |
| 69  | Xilinx Inc                            | XLNX    | 0.282  | 94.34    | 0.00  | (0.00%)  |
| 70  | United Airlines Holdings Inc          | UAL     | 0.274  | 90.03    | -0.06 | (-0.06%) |
| 71  | Microchip Technology Inc              | MCHP    | 0.268  | 95.01    | 0.01  | (0.01%)  |
| 72  | Alexion Pharmaceuticals Inc           | ALXN    | 0.261  | 100.00   | 1.59  | (1.62%)  |
| 73  | VeriSign Inc                          | VRSN    | 0.26   | 185.49   | -0.02 | (-0.01%) |
| 74  | Cerner Corp                           | CERN    | 0.255  | 67.76    | 0.00  | (0.00%)  |
| 75  | NetEase Inc ADR                       | NTES    | 0.247  | 286.23   | 0.20  | (0.07%)  |
| 76  | Fastenal Co                           | FAST    | 0.243  | 35.93    | 0.10  | (0.28%)  |
| 77  | Synopsys Inc                          | SNPS    | 0.24   | 134.76   | -0.19 | (-0.14%) |
| 78  | Expedia Group Inc                     | EXPE    | 0.22   | 135.62   | -0.41 | (-0.30%) |
| 79  | ASML Holding NV                       | ASML    | 0.219  | 258.07   | 3.65  | (1.43%)  |
| 80  | Cadence Design Systems Inc            | CDNS    | 0.217  | 66.94    | 1.34  | (2.04%)  |
| 81  | Western Digital Corp                  | WDC     | 0.204  | 58.67    | 0.54  | (0.93%)  |
| 82  | Align Technology Inc                  | ALGN    | 0.202  | 214.72   | 0.84  | (0.39%)  |
| 83  | Incyte Corp                           | INCY    | 0.198  | 77.76    | 0.00  | (0.00%)  |
| 84  | Check Point Software Technologies Ltd | CHKP    | 0.193  | 107.41   | 0.00  | (0.00%)  |
| 85  | Maxim Integrated Products Inc         | MXIM    | 0.185  | 57.75    | 0.00  | (0.00%)  |
| 86  | Hasbro Inc                            | HAS     | 0.182  | 121.96   | 0.00  | (0.00%)  |
| 87  | Skyworks Solutions Inc                | SWKS    | 0.178  | 87.84    | 0.07  | (0.08%)  |
| 88  | Ctrip.com International Ltd ADR       | CTRP    | 0.169  | 29.83    | 0.45  | (1.53%)  |
| 89  | Symantec Corp                         | SYMC    | 0.168  | 23.10    | 0.09  | (0.39%)  |
| 90  | Ulta Beauty Inc                       | ULTA    | 0.167  | 241.50   | 1.58  | (0.66%)  |
| 91  | Take-Two Interactive Software Inc     | TTWO    | 0.164  | 123.27   | 0.54  | (0.44%)  |
| 92  | Citrix Systems Inc                    | CTXS    | 0.157  | 101.96   | 0.44  | (0.43%)  |
| 93  | NetApp Inc                            | NTAP    | 0.151  | 53.49    | 0.00  | (0.00%)  |
| 94  | American Airlines Group Inc           | AAL     | 0.149  | 28.32    | 0.10  | (0.35%)  |
| 95  | Liberty Global PLC                    | LBTYK   | 0.148  | 24.35    | 0.00  | (0.00%)  |
| 96  | BioMarin Pharmaceutical Inc           | BMRN    | 0.147  | 69.15    | 0.00  | (0.00%)  |
| 97  | JB Hunt Transport Services Inc        | JBHT    | 0.146  | 115.58   | 0.00  | (0.00%)  |
| 98  | Wynn Resorts Ltd                      | WYNN    | 0.145  | 113.52   | 0.00  | (0.00%)  |
| 99  | Fox Corp                              | FOXA    | 0.132  | 32.27    | 0.06  | (0.19%)  |
| 100 | Mylan NV                              | MYL     | 0.112  | 18.25    | -0.08 | (-0.44%) |
| 101 | Henry Schein Inc                      | HSIC    | 0.11   | 62.81    | 0.00  | (0.00%)  |
| 102 | Fox Corp                              | FOX     | 0.098  | 31.60    | 0.08  | (0.24%)  |
| 103 | Liberty Global PLC                    | LBTYA   | 0.063  | 25.80    | 0.00  | (0.00%)  |